# Nemoura geei
Nemoura geei är en bäcksländeart som beskrevs av Wu, C.F. 1929. Nemoura geei ingår i släktet Nemoura och familjen kryssbäcksländor. Inga underarter finns listade i Catalogue of Life.